# Onthophagus kulti
Onthophagus kulti là một loài bọ cánh cứng trong họ Bọ hung (Scarabaeidae).